# Fernand Ledoux
Pour les articles homonymes, voir Ledoux.

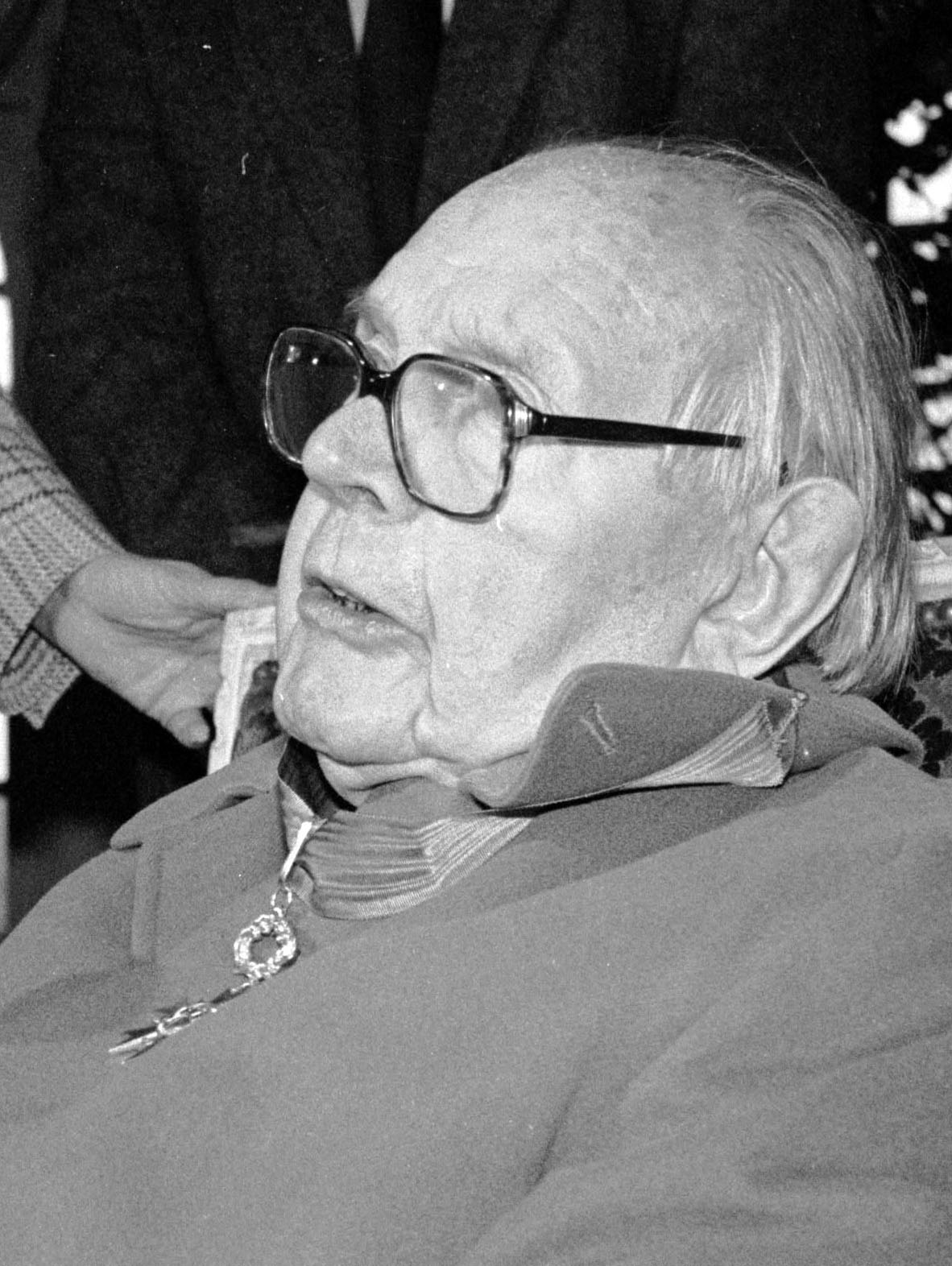
Fernand Ledoux à Deauville (Calvados, France) en janvier 1992.

Fernand Ledoux est un acteur français d'origine belge, né à Tirlemont, en Belgique, le 24 janvier 1897, mort à Villerville (Calvados), le 21 septembre 1993.

## Biographie
Son arrière-grand-père paternel était cocher de Napoléon Ier et, après les adieux de Fontainebleau, il partit vivre en Belgique où il fit souche.
Jacques Joseph Félix Fernand Ledoux, de son nom de scène Fernand Ledoux, est le fils de Joseph Ledoux, grossiste en vins belge, et d'une Française, Florentine Loos, fille de dentellière. Il fait ses études au collège de Tirlemont, puis au petit séminaire de Saint-Trond. Fernand Ledoux était bilingue, maîtrisant parfaitement le français et le néerlandais. Il a 17 ans quand éclate la Grande guerre.
Fernand Ledoux choisit la nationalité française de sa mère et, pendant la Première Guerre mondiale, s'engage dans l'infanterie. Il termine la campagne comme sergent mitrailleur.
Après l'armistice, en 1919, il arrive à Paris et commence à suivre les cours de Raphaël Duflos au Conservatoire national d'art dramatique. Il y obtient un deuxième prix de comédie. Il débute ensuite dans de petits rôles, en particulier à la Comédie-Française où il est engagé en 1921 par Maurice de Féraudy pour des petits rôles (on disait alors coryphée). Il y débute en tenant le rôle d'un paysan dans Monsieur de Pourceaugnac. De 1931 à 1942, il est sociétaire de la Comédie-Française.
Bien que ce soit le cinéma qui l'ait rendu populaire, avec près de 80 films tournés, il est avant tout homme de théâtre.
Jacques Feyder, qui l'a remarqué au Conservatoire, lui offre son premier rôle au cinéma dans La Faute d'orthographe en 1919. Il l'engage à nouveau dans L'Atlantide en 1921. On le remarque particulièrement dans La Bête humaine de Jean Renoir en 1938, et en 1941 Maurice Tourneur lui donne un très beau rôle de personnage ombrageux dans Volpone.
Entre-temps, en 1938, Pierre Dux, Fernand Ledoux et Alfred Adam  ont ouvert un cours de théâtre dans un studio au dernier étage du Théâtre Pigalle.
Le 3 septembre 1939, il est en mer au large de Dakar quand la radio du bord annonce le déclenchement de la guerre. Il revient à Paris, mais, âgé de 42 ans, il n'est pas mobilisable. Souhaitant se battre, il s'engage en avril 1940 dans le 212e régiment régional de Fontainebleau, d'où la retraite l'entraînera avec son corps jusqu'au village de Coudures dans les Landes.
En 1942, il cesse ses activités à la Comédie-Française pour éviter de jouer devant l'occupant, et se consacre exclusivement au cinéma. Cette même année, il est remarquable dans Goupi Mains Rouges de Jacques Becker et dans Les Visiteurs du soir de Marcel Carné.
En septembre 1944, après la Libération, il est inquiété un temps par la résistance, car il avait participé aux films de la compagnie Continental, aux capitaux allemands. Mais il est rapidement prouvé que cette participation était purement professionnelle et non politique. Entre 1940 et 1945, Fernand Ledoux est très populaire en France, et ces années correspondent sans doute à l'apogée de sa carrière d'acteur.
De 1950 à 1954, il revient à la Comédie-Française en tant que pensionnaire à statut spécial où il fait plusieurs créations saisissantes.
En 1956, il joue un rôle de Français moyen bougon, dans le film Papa, maman, ma femme et moi, avec Robert Lamoureux. De 1958 à 1967, il donne des cours de dramaturgie au Conservatoire national d'art dramatique. Il a notamment comme élèves Suzanne Flon, Claude Brosset, Guy Tréjan, Élisabeth Alain, Jacques Lassalle, Michel Duchaussoy et Jean-Paul Zennacker.
Il joue également dans quelques productions américaines, comme Le Jour le plus long en 1961, il interprète le rôle du professeur Charcot dans Freud, passions secrètes (film de John Huston,1962) et Le Jour d'après de Robert Parrish en 1964. Il tourne avec de grands réalisateurs comme Orson Welles, Jacques Demy (Peau d'âne (1970)), Claude Chabrol, et se retire des écrans après Mille milliards de dollars d'Henri Verneuil, en 1981. On le voit aussi dans de nombreux téléfilms. Il prit sa retraite en 1984.

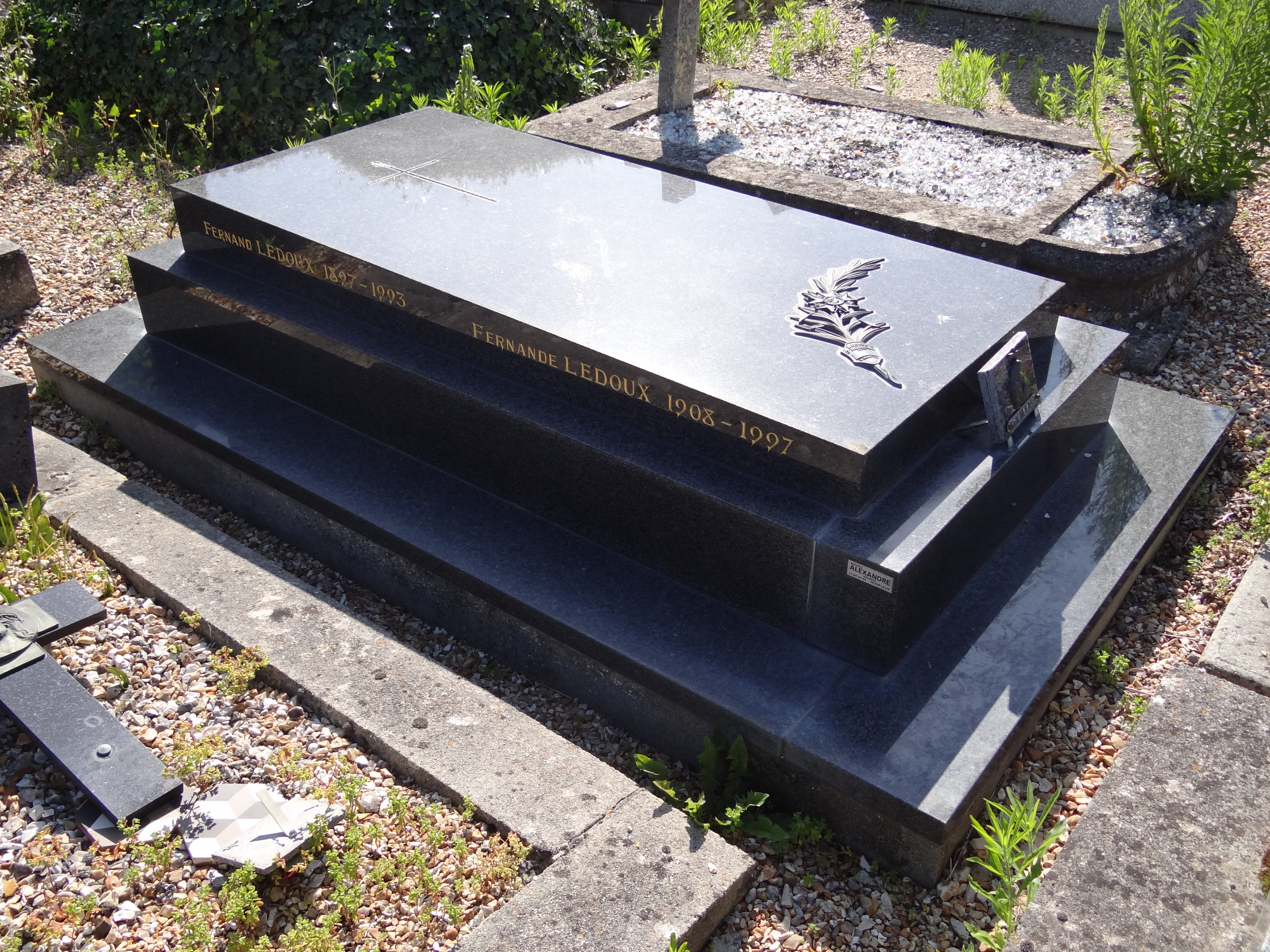
La tombe de Fernand Ledoux au cimetière de Villerville (Calvados).

Après la mort de l'acteur Charles Vanel, en 1989, il devient jusqu'à sa mort en 1993 le doyen des acteurs français. Comme pour Charles Vanel, entre 1989 et 1993, lors de ses anniversaires, il recevra la visite des équipes des journaux TV ou de la presse écrite, où il relatera ses souvenirs lors de reportages sur sa personne.
Fernand Ledoux se marie le 23 juin 1931 avec Fernande Thabuy (1908 - morte en 1997), avec laquelle il a quatre enfants : Claude, Françoise, Thierry et Jacques. En juillet 1949, son fils Jacques, surnommé Jackie, âgé de 6 ans 1/2, se noie accidentellement à Villerville.
Grand amateur de la côte normande, qu'il aimait peindre, il vécut à Pennedepie, puis à Villerville où il est mort à 96 ans. Il repose depuis auprès de son épouse et de son fils Jacques au cimetière de Villerville (Calvados).

## Décorations
- Officier de la Légion d'honneur
- Commandeur de l'ordre national du Mérite
- Croix de guerre 1914–1918
- Commandeur de l'ordre des Arts et des Lettres
- Chevalier de l'ordre royal de l'Étoile polaire
- Chevalier de l'ordre de la Couronne d'Italie[4]

## Filmographie

### Cinéma
- 1918 : La Faute d'orthographe (court métrage) de Jacques Feyder
- 1919 : Le Carnaval des vérités de Marcel L'Herbier
- 1919 : Le Fils de monsieur Ledoux d'Henry Krauss
- 1920 : L'Atlantide de Jacques Feyder
- 1921 : Villa Destin de Marcel L'Herbier
- 1922 : Molière, sa vie, son œuvre de Jacques de Féraudy (Extraits de pièces de Molière)
- 1932 : L'Homme à la barbiche (court métrage) de Louis Valray : L'assistant du détective
- 1934 : Le Train de 8 heures 47 d'Henry Wulschleger : L'adjudant Flick
- 1935 : Les Souliers (court métrage) de Maurice Cloche
- 1935 : Folies-Bergère de Marcel Achard et Roy Del Ruth (version française de Folies Bergère de Paris de Roy Del Ruth, 1935) : François
- 1936 : Mayerling d'Anatole Litvak : Philippe de Cobourg
- 1936 : Le Vagabond bien-aimé de Curtis Bernhardt : Major Walters
- 1936 : Tarass Boulba d'Alexis Granowsky : Tovkatch, l'ivrogne
- 1938 : La Bête humaine de Jean Renoir : Roubaud, le sous-chef de gare et mari de Séverine
- 1938 : Alerte en Méditerranée de Léo Joannon : Martin
- 1938 : Altitude 3200 de Jean Benoit-Lévy et Marie Epstein : Le docteur
- 1941 : Volpone de Maurice Tourneur : Corvino
- 1941 : Premier Rendez-vous d'Henri Decoin : Nicolas Rougemont
- 1941 : Remorques de Jean Grémillon : Kerlo, le bosco
- 1941 : L'Assassinat du Père Noël de Christian-Jaque : Noirgoutte, le maire
- 1941 : Premier Bal de Christian-Jaque : Michel Noblet
- 1942 : Le Lit à colonnes de Roland Tual : Porey-Cave
- 1942 : La Loi du 21 juin 1907 (court métrage) de Sacha Guitry : Maître Blanc-Bec
- 1942 : Les Visiteurs du soir de Marcel Carné : Le baron Hugues
- 1943 : Untel Père et Fils de Julien Duvivier : Le maire
- 1943 : La Grande Marnière de Jean de Marguenat : Carvajan, le vieil usurier
- 1943 : Goupi Mains Rouges de Jacques Becker : Léopold Goupi dit Goupi-Mains-Rouges
- 1943 : Des jeunes filles dans la nuit de René Le Hénaff : Auguste
- 1943 : Etoiles de demain (court métrage) de René Guy-Grand : Un professeur d'art dramatique
- 1943 : L'Homme de Londres d'Henri Decoin : Maloin, l'aiguilleur
- 1944 : Béatrice devant le désir de Jean de Marguenat : Le docteur Mauléon
- 1945 : La Fille aux yeux gris de Jean Faurez : Le père Christophe
- 1945 : Sortilèges de  Christian-Jaque : Fabret, le lièvre
- 1946 : Fille du diable d'Henri Decoin : le docteur
- 1946 : La Rose de la mer de Jacques de Baroncelli : Romain Jardehu, le capitaine
- 1947 : Danger de mort de Gilles Grangier : Loiseau, le pharmacien
- 1948 : Éternel conflit de Georges Lampin : Le professeur Janvier
- 1948 : L'Ombre d'André Berthomieu : Firmin Blache, le crémier
- 1949 : Pattes blanches de Jean Grémillon : Jock Le Guen, le cabaretier
- 1949 : Le Mystère Barton de Charles Spaak : Beverley, le financier
- 1949 : Monseigneur de Roger Richebé : Piétrefond, historien archiviste
- 1949 : Histoires extraordinaires de Jean Faurez : Montrésor
- 1949 : Symphonie d'un destin (court métrage) de Georges Ferry
- 1952 : Les loups chassent la nuit (La ragazza di Triestre) de Bernard Borderie : Thomas Mollert, journaliste et chef de réseau
- 1953 : Un acte d'amour (Act of love) d'Anatole Litvak : Fernand Lacaud
- 1953 : Moïse (Documentaire) de Bernard de Pré : le narrateur
- 1953 : Masques et visages de James Ensor (documentaire) de Paul Haesaerts : le narrateur
- 1954 : Papa, Maman, la Bonne et moi de Jean-Paul Le Chanois : Fernand Langlois, professeur dans un institut public
- 1954 : Napoléon de Sacha Guitry : Lazare Carnot (scène coupée au montage)
- 1954 : La Barrique d'Amontillado (court métrage) issu du film Histoires extraordinaires de Jean Faurez
- 1955 : On ne badine pas avec l'amour de Jean Desailly
- 1955 : Fortune carrée de Bernard Borderie : le cadi
- 1955 : Les Hommes en blanc, de Ralph Habib : Dr Delpuech
- 1956 : Papa, maman, ma femme et moi de Jean-Paul Le Chanois : Fernand Langlois, professeur dans un institut public
- 1956 : La Loi des rues de Ralph Habib : Père Blain, le patron du bistrot
- 1956 : Les Aventures de Till l'espiègle de Gérard Philipe et Joris Ivens : Mr Claes, le père de Till
- 1957 : Celui qui doit mourir de Jules Dassin : Grigoris, le pope
- 1957 : Les Violents d'Henri Calef : Pierre Tiercelin, l'éclusier
- 1958 : Les Misérables de Jean-Paul Le Chanois : Monseigneur Myriel (dans la première époque)
- 1958 : Christine de Pierre Gaspard-Huit : Weiring, le père de Christine
- 1959 : J'irai cracher sur vos tombes de Michel Gast : Horace Chandley
- 1960 : Carthage en flammes (Cartagine in fiamme) de Carmine Gallone
- 1960 : Recours en grâce de László Benedek : le curé
- 1960 : La Vérité d'Henri-Georges Clouzot : le médecin légiste
- 1961 : Le Grand Risque (The big gamble) de Richard Fleischer et Elmo Williams : le douanier
- 1962 : Le Jour le plus long (The Longest Day) de Ken Annakin, Andrew Marton, Bernhard Wicki et Darryl Zanuck : Louis
- 1962 : Freud, passions secrètes (Freud, the Secret Passion) de John Huston : Dr Charcot
- 1962 : Le Procès (The Trial) d'Orson Welles : le procureur de la cour de justice
- 1963 : Le Glaive et la Balance d'André Cayatte : le procureur
- 1965 : Le Jour d'après (Up from the beach) de Robert Parrish : Barrelmaker
- 1965 : La Communale de Jean L'Hôte : L'inspecteur
- 1968 : Sous le signe du taureau de Gilles Grangier : le juge
- 1970 : Peau d'âne de Jacques Demy : le roi rouge
- 1973 : Moi y'en a vouloir des sous de Jean Yanne : Sauveur Chouras
- 1973 : Bel Ordure de Jean Marbœuf : le gardien de prison
- 1973 : Les Granges Brûlées de Jean Chapot : le doyen des juges
- 1974 : Les Chinois à Paris de Jean Yanne : Frugebelle
- 1977 : Alice ou la Dernière Fugue de Claude Chabrol : le docteur
- 1977 : À chacun son enfer d'André Cayatte : le père de Bernard
- 1982 : Mille milliards de dollars d'Henri Verneuil : Guérande
- 1982 : Les Misérables de Robert Hossein : Gillenormand

### Télévision
- 1950 : Le Malade imaginaire de Bernard Hecht (téléfilm) : Argan
- 1962 : Les Célibataires de Jean Prat (téléfilm) : Elie de Coëtquidan
- 1966 et 1968 : Au théâtre ce soir (série télévisée) : Kostia / Marinier
- 1966 : Au théâtre ce soir : Le Père de Mademoiselle de Roger-Ferdinand, mise en scène Fernand Ledoux, réalisation Georges Folgoas, Théâtre Marigny
- 1967 : La Route d'un homme (téléfilm) : le narrateur (voix)
- 1968 : Au théâtre ce soir : La Locomotive d'André Roussin, mise en scène de l'auteur, réalisation Pierre Sabbagh, théâtre Marigny
- 1968 : L'Orgue fantastique de Jacques Trébouta puis Robert Valey (téléfilm) : Hartmann
- 1973 : La Barque sans pêcheur (série télévisée) : le monsieur en noir
- 1975 : Le Père Amable de Claude Santelli (téléfilm) : Amable
- 1977 : Attention chien méchant de Roland-Bernard (téléfilm)
- 1978 : Le Devoir de français de Jean-Pierre Blanc (téléfilm)
- 1981 : Ursule Mirouët de Marcel Cravenne (téléfilm) : docteur Mignoret
- 1982 : Jules et Juju de Yves Ellena (téléfilm) :  Jules
- 1984 : L'Héritage de Maurice Failevic (téléfilm) : le vieux paysan vigneron

## Théâtre

### Comédie-Française
Entrée à la Comédie-Française en 1921
Sociétaire de 1931 à 1942, réengagé pensionnaire de 1950 à 1954
383e sociétaire
- 1920 : Le Repas du lion de François de Curel, Comédie-Française : un monsieur
- 1920 : La Mort enchaînée de Maurice Magre, Comédie-Française
- 1920 : Les Effrontés d'Émile Augier, Comédie-Française : le général
- 1920 : Les Deux Écoles d'Alfred Capus, Comédie-Française : un domestique
- 1920 : Barberine d'Alfred de Musset, mise en scène Émile Fabre, Comédie-Française : le chancelier
- 1921 : Le Sicilien ou l'Amour peintre de Molière, mise en scène Georges Berr, Comédie-Française
- 1921 : Un ennemi du peuple de Henrik Ibsen, Comédie-Française : l'armateur
- 1921 : Les Fâcheux de Molière, Comédie-Française : un fâcheux
- 1922 : On ne badine pas avec l'amour d'Alfred de Musset
- 1922 : Ésope de Théodore de Banville, Comédie-Française : Dorion
- 1922 : Le Paon de Francis de Croisset, Comédie-Française : Patu
- 1922 : Les Fourberies de Scapin de Molière : Carle
- 1922 : Marion Delorme de Victor Hugo, Comédie-Française : le Scaramouche ; le premier ouvrier ; le Cardinal
- 1922 : L'Amour veille de Gaston Arman de Caillavet et Robert de Flers, Comédie-Française : Germain
- 1922 : Le Chevalier de Colomb de François Porché, Comédie-Française : Gaspard
- 1923 : Rome vaincue d'Alexandre Parodi, Comédie-Française : Festus
- 1923 : Le Carnaval des enfants de Saint-Georges de Bouhélier, Comédie-Française : le garçon boucher
- 1923 : Les Deux Trouvailles de Gallus de Victor Hugo, Comédie-Française : Nantais
- 1923 : Un homme en marche de Henry Marx, Comédie-Française : Soran
- 1923 : La Veille du bonheur de François de Nion et Georges de Buysieulx, Comédie-Française : le maître d'hôtel
- 1923 : Florise de Théodore de Banville, Comédie-Française : Sylvain
- 1923 : La Mégère apprivoisée de William Shakespeare, Comédie-Française : le tailleur
- 1923 : Oreste de René Berton d'après Iphigénie en Tauride d'Euripide, Comédie-Française : Boukolos
- 1923 : Jean de La Fontaine ou Le Distrait volontaire de Louis Geandreau et Léon Guillot de Saix, Comédie-Française
- 1923 : Poliche de Henry Bataille, Comédie-Française : François
- 1924 : Bérénice de Jean Racine : Rutile (3 fois de 1924 à 1926)
- 1924 : Les Trois Sultanes de Charles-Simon Favart, Comédie-Française : un muet
- 1924 : Les Fourberies de Scapin de Molière, mise en scène Charles Granval : Carle
- 1924 : La Bonne Mère de Chevalier de Florian, Comédie-Française : le valet de ferme
- 1924 : Molière et son ombre de Jacques Richepin, Comédie-Française
- 1924 : La Dépositaire d'Edmond Sée, Comédie-Française au Théâtre de l'Odéon : Roudier
- 1924 : Œdipe à Colone de Sophocle, Comédie-Française : un habitant de Colone
- 1924 : La Reprise de Maurice Donnay, Comédie-Française : Raymond
- 1925 : Le Bourgeois gentilhomme de Molière : le maître tailleur
- 1925 : Bettine d'Alfred de Musset, Comédie-Française : Calabre
- 1925 : Les Corbeaux d'Henry Becque, Comédie-Française : Auguste
- 1925 : Fantasio d'Alfred de Musset, Comédie-Française
- 1925 : Maître Favilla de Jules Truffier d'après George Sand, Comédie-Française : Keller
- 1925 : Dupont et Durand d'Alfred de Musset, Comédie-Française
- 1926 : Samson de Henry Bernstein
- 1926 : Chatterton d'Alfred de Vigny : John Bell
- 1926 : Le Secret de Polichinelle de Pierre Wolff, mise en scène Charles Granval : Jean
- 1926 : Vieille renommée d'Alfred Athis : Journot
- 1926 : La Carcasse de Denys Amiel et André Obey : Boitel
- 1926 : Les Compères du roi Louis de Paul Fort : Simon Badelorge
- 1926 : Alkestis (Alceste) de Georges Rivollet d'après Euripide : un esclave
- 1929 : Le Marchand de Paris d'Edmond Fleg, Comédie-Française : Simon
- 1929 : La Belle Marinière de Marcel Achard, Comédie-Française : Valentin
- 1930 : Le Carrosse du Saint-Sacrement de Prosper Mérimée, mise en scène Émile Fabre, Comédie-Française
- 1930 : Les Trois Henry d'André Lang, mise en scène Émile Fabre, Comédie-Française : Portail
- 1930 : Moi d'Eugène Labiche et Édouard Martin, mise en scène Charles Granval, Comédie-Française
- 1931 : La Belle Aventure de Gaston Arman de Caillavet, Robert de Flers et Étienne Rey, Comédie-Française : Fouques
- 1932 : La Navette d'Henry Becque, mise en scène Émile Fabre, Comédie-Française : Alfred
- 1932 : L'Âge du fer de Denys Amiel, Comédie-Française : Constant Biret
- 1933 : La Tragédie de Coriolan de William Shakespeare, mise en scène Émile Fabre, Comédie-Française : un citoyen
- 1934 : La Couronne de carton de Jean Sarment, Comédie-Française
- 1934 : L'Otage de Paul Claudel, mise en scène Émile Fabre : le baron Toussain Turelure
- 1934 : Martine de Jean-Jacques Bernard, mise en scène Émile Fabre, Comédie-Française : Alfred
- 1936 : Hedda Gabler d'Henrik Ibsen, mise en scène Lugné-Poe, Comédie-Française : George Tesman
- 1936 : Le Voyage à Biarritz de Jean Sarment, mise en scène de l'auteur, Comédie-Française : Philibert le mécanicien
- 1936 : L'Âne de Buridan de Gaston Arman de Caillavet, Robert de Flers, mise en scène Pierre Bertin, Comédie-Française
- 1936 : La Rabouilleuse d'Émile Fabre d'après Honoré de Balzac, mise en scène Émile Fabre, Comédie-Française : Commandant Mignonnet
- 1937 : Les affaires sont les affaires d'Octave Mirbeau, mise en scène Fernand Ledoux, Comédie-Française : Isidore Lechat
- 1937 : Chacun sa vérité de Luigi Pirandello, mise en scène Charles Dullin, Comédie-Française : Ponza
- 1957 : Le Légataire universel de Jean-François Regnard, mise en scène Pierre Dux : Géronte
- 1937 : Boubouroche de Georges Courteline, mise en scène Fernand Ledoux, Comédie-Française
- 1937 : Le Vieil Homme de Georges de Porto-Riche, mise en scène Édouard Bourdet, Comédie-Française
- 1937 : Asmodée de François Mauriac, mise en scène Jacques Copeau, Comédie-Française : Blaise Couture
- 1938 : L'Anglais tel qu'on le parle de Tristan Bernard, Comédie-Française
- 1938 : Le Bourgeois gentilhomme de Molière, mise en scène Denis d'Inès, Comédie-Française : le maître d'armes
- 1938 : Le Fanal de Gabriel Marcel, mise en scène Pierre Dux, Comédie-Française : Antonin Chavière
- 1938 : Ruy Blas de Victor Hugo, mise en scène Pierre Dux, Comédie-Française
- 1938 : Les Folies amoureuses de Jean-François Regnard, mise en scène Fernand Ledoux, Comédie-Française
- 1938 : Cantique des cantiques de Jean Giraudoux, mise en scène Louis Jouvet, Comédie-Française
- 1938 : Hedda Gabler d'Henrik Ibsen, mise en scène Lugné-Poe, Comédie-Française
- 1938 : Le Médecin volant de Molière, mise en scène Fernand Ledoux, Comédie-Française
- 1938 : Le Testament du père Leleu de Roger Martin du Gard, Comédie-Française : le père Leleu
- 1938 : Cyrano de Bergerac d'Edmond Rostand, mise en scène Pierre Dux, Comédie-Française : Carbon de Castel-Jaloux
- 1939 : Le Mariage de Figaro de Beaumarchais, mise en scène Charles Dullin, Comédie-Française : Bridoison
- 1939 : La Belle Aventure de Gaston Arman de Caillavet, Robert de Flers et Étienne Rey, Comédie-Française : Fouques
- 1940 : On ne badine pas avec l'amour d'Alfred de Musset, mise en scène Pierre Bertin, Comédie-Française : Maître Blazius
- 1940 : Vingt-neuf degrés à l'ombre d'Eugène Labiche, mise en scène André Brunot, Comédie-Française : Piget
- 1940 : Le Mariage forcé de Molière, mise en scène Fernand Ledoux, Comédie-Française : Marphurius
- 1940 : L'Âne de Buridan de Gaston Arman de Caillavet, Robert de Flers, mise en scène Pierre Bertin, Comédie-Française
- 1940 : La Nuit des rois de William Shakespeare, mise en scène Jacques Copeau, Comédie-Française
- 1941 : Noé d'André Obey, mise en scène Pierre Bertin, Comédie-Française
- 1941 : Feu la mère de Madame de Georges Feydeau, mise en scène Fernand Ledoux, Comédie-Française
- 1951 : Chacun sa vérité de Luigi Pirandello, mise en scène Julien Bertheau, Comédie-Française
- 1951 : Le Dindon de Georges Feydeau, mise en scène Jean Meyer, Comédie-Française : Gérôme
- 1951 : Tartuffe ou l'imposteur de Molière, mise en scène Fernand Ledoux, Comédie-Française
- 1951 : Le Mariage de Figaro de Beaumarchais, mise en scène Jean Meyer, Comédie-Française : Brid'Oison
- 1952 : Six personnages en quête d'auteur de Luigi Pirandello, mise en scène Julien Bertheau, Comédie-Française
- 1952 : Dom Juan de Molière, mise en scène Jean Meyer, Comédie-Française : Sganarelle
- 1953 : Monsieur Le Trouhadec saisi par la débauche de Jules Romains, mise en scène Jean Meyer, Comédie-Française : Charles-Auguste Josselin
- 1953 : Asmodée de François Mauriac, mise en scène Jacques Copeau, Comédie-Française

### Hors Comédie-Française
- 1941 : 800 mètres d' André Obey mise en scène de Jean-Louis Barrault, Stade Roland-Garros
- 1947 : Asmodée de François Mauriac, mise en scène Fernand Ledoux, Centre dramatique de l'Est Colmar, CDE dirigé par André Clavé
- 1947 : L'Anglais tel qu'on le parle de Tristan Bernard, mise en scène de Fernand Ledoux, Centre dramatique de l'Est Colmar, CDE dirigé par André Clavé
- 1947 : Tartuffe de Molière, mise en scène de Fernand Ledoux, au Centre dramatique de l'Est Colmar, CDE dirigé par André Clavé
- 1948 : L'Anglais tel qu'on le parle de Tristan Bernard, mise en scène André Clavé, Centre dramatique de l'Est Colmar, CDE dirigé par André Clavé
- 1948 : Tartuffe de Molière, mise en scène André Clavé, Centre dramatique de l'Est Colmar , CDE dirigé par André Clavé
- 1949 : Le Légataire universel de Jean-François Regnard, mise en scène Georges Douking, théâtre des Célestins
- 1949 : Le Pain dur de Paul Claudel, mise en scène André Barsacq, théâtre des Célestins
- 1951 : Jedermann de Hugo von Hofmannsthal, mise en scène Charles Gantillon, parvis de la cathédrale Saint-Jean Lyon
- 1955 : Volpone de Jules Romains et Stefan Zweig d’après Ben Jonson, mise en scène Jean-Louis Barrault, théâtre Marigny : Volpone
- 1955 : La Cerisaie d'Anton Tchekhov, mise en scène Jean-Louis Barrault, théâtre des Célestins
- 1958 : Les 3 Coups de minuit d'André Obey, mise en scène Pierre Dux, théâtre de l'Œuvre : Bradshaw
- 1959 : Les Séquestrés d'Altona de Jean-Paul Sartre, mise en scène François Darbon, théâtre de la Renaissance : le père
- 1960 : La Collection Dressen de Harry Kurnitz, adaptation Marc-Gilbert Sauvajon, mise en scène Fernand Ledoux, Théâtre des Célestins
- 1965 : Le Repos du septième jour de Paul Claudel, mise en scène Pierre Franck, Théâtre de l'Œuvre : l'Empereur
- 1967 : La Locomotive d'André Roussin, mise en scène de l'auteur, Théâtre Marigny : Kostia
- 1968 : Le Père de Mademoiselle de Roger-Ferdinand, mise en scène Fernand Ledoux, tournée : Marinier
- 1970 : Tartuffe de Molière, mise en scène Fernand Ledoux : Tartuffe
- 1971 : L'Avare de Molière, mise en scène Fernand Ledoux, tournée : Harpagon
- 1973 : Les Femmes savantes de Molière, mise en scène Michel Debane, Festival d'Amboise
- 1974 : Coriolan de William Shakespeare, mise en scène Jean Meyer, Festival de Lyon : Menenius Agrippa
- 1975 : L'Arlésienne d'Alphonse Daudet, mise en scène Fernand Ledoux, Festival de Sarlat : Balthazar
- 1975 : Les Misérables de Paul Achard d'après Victor Hugo, mise en scène Jean Meyer, Théâtre de l'Agora Évry : Gillenormand
- 1976 : Les Misérables de Paul Achard d'après Victor Hugo, mise en scène Jean Meyer, Théâtre des Célestins : Gillenormand

### Metteur en scène
- 1937 : Boubouroche de Georges Courteline, Comédie-Française
- 1937 : Les affaires sont les affaires d'Octave Mirbeau, Comédie-Française
- 1938 : Les Folies amoureuses de Jean-François Regnard, Comédie-Française
- 1938 : Le Médecin volant de Molière, Comédie-Française
- 1941 : Feu la mère de Madame de Georges Feydeau, Comédie-Française
- 1946 : Un homme sans amour de Paul Vialar, Théâtre de l'Apollo
- 1947 : Asmodée de François Mauriac, Centre dramatique de l'Est, CDE dirigé par André Clavé
- 1947 : L'Anglais tel qu'on le parle de Tristan Bernard, mise en scène de Fernand Ledoux, Centre dramatique de l'Est Colmar, CDE dirigé par André Clavé
- 1947 : Tartuffe de Molière, mise en scène de Fernand Ledoux, au Centre dramatique de l'Est Colmar, CDE dirigé par André Clavé
- 1951 : Tartuffe de Molière, Comédie-Française
- 1951 : Le Misanthrope de Molière, Comédie-Française
- 1952 : Le Père de Mademoiselle de Roger-Ferdinand, Théâtre des Variétés
- 1953 : L'Heure éblouissante d'Anna Bonacci, Théâtre Antoine
- 1953 : Frère Jacques d'André Gillois, Théâtre des Variétés
- 1954 : L'Ennemi de Julien Green, Théâtre des Bouffes-Parisiens
- 1954 : L'Homme qui était venu pour diner de George S. Kaufman & Moss. Hart, Théâtre Antoine
- 1955 : Les Petites Têtes de Max Régnier, Théâtre Michel
- 1960 : Hamlet de William Shakespeare, Festival d'Alsace
- 1960 : La Collection Dressen de Harry Kurnitz, adaptation Marc-Gilbert Sauvajon, Théâtre des Célestins
- 1968 : Le Père de Mademoiselle de Roger-Ferdinand, tournée
- 1970 : Tartuffe de Molière
- 1975 : L'Arlésienne d'Alphonse Daudet, Festival de Sarlat